# یواس‌اس ردفیین (اس‌اس-۲۷۲)
یواس‌اس ردفیین (اس‌اس-۲۷۲) (به انگلیسی: USS Redfin (SS-272)) یک زیردریایی بود که طول آن ۳۱۱ فوت ۹ اینچ (۹۵٫۰۲ متر) بود. این زیردریایی در سال ۱۹۴۳ ساخته شد.